# Phil Bedgood
Phil Bedgood (8 mars 1898 - 8 novembre 1927), est un joueur américain de baseball qui évolue en ligues majeures de baseball en 1922 et en 1923.
Il meurt à l'âge de précoce de 29 ans car la paroi de son appendice iléo-cæcal a rompu, alors qu'il était en soins pour un muscle froissé dans le flanc.